# Liebling Kreuzberg
Liebling Kreuzberg è una serie televisiva tedesca ideata da Jurek Becker e prodotta dal 1986 al 1998 da Novafilm Fernsehproduktion per von SFB, NDR e WDR. Protagonista, nel ruolo di Robert Liebling, è l'attore Manfred Krug; altri interpreti principali sono Michael Kausch, Anja Franke, Corinna Genest e Roswitha Schreiner.
La serie si compone di 5 stagioni, per un totale di 58 episodi.
La serie venne trasmessa in prima visione dall'emittente televisiva ARD 1 (Das Erste). Il primo episodio, intitolato, Der neue Mann, fu trasmesso in prima visione il 17 febbraio 1986.

## Trama
Protagonista della serie è Robert Liebling, un avvocato dal carattere amichevole e conciliante, che svolge la propria attività nel tribunale del quartiere berlinese di Kreuzberg.Liebling è affiancato dal collega Giselmund Arnold e dalle segretarie Senta Kurzweg e Paula Fink.

## Episodi
| Stagione         | Episodi | Prima TV USA | Prima TV Italia |
| ---------------- | ------- | ------------ | --------------- |
| Prima stagione   | 6       | 1986         | inedita         |
| Seconda stagione | 13      | 1988         | inedita         |
| Terza stagione   | 8       | 1990         | inedita         |
| Quarta stagione  | 13      | 1994         | inedita         |
| Quinta stagione  | 18      | 1997-1998    | inedita         |

## Premi e riconoscimenti (lista parziale)
- 1987: Premio Adolf Grimme
- 1998: Leone d'oro di RTL Television

## Distribuzione
- Liebling Kreuzberg (titolo originale)
- L'avocat (Francia)
- Berlini ügyvéd (Ungheria)